# Liste der Kulturdenkmale in Westerrönfeld
In der Liste der Kulturdenkmale in Westerrönfeld sind alle Kulturdenkmale der schleswig-holsteinischen Gemeinde Westerrönfeld (Kreis Rendsburg-Eckernförde) aufgelistet (Stand: 10. März 2025).

## Legende
In den Spalten befinden sich folgende Informationen:
- Objekt-ID: die Nummer des Kulturdenkmales
- Lage: die Adresse des Kulturdenkmales und die geographischen Koordinaten. Kartenansicht, um Koordinaten zu setzen. In der Kartenansicht sind Kulturdenkmale ohne Koordinaten mit einem roten Marker dargestellt und können in der Karte gesetzt werden. Kulturdenkmale ohne Bild sind mit einem blauen Marker gekennzeichnet, Kulturdenkmale mit Bild mit einem grünen Marker.
- Offizielle Bezeichnung: Bezeichnung des Kulturdenkmales
- Beschreibung: die Beschreibung des Kulturdenkmales
- Bild: ein Bild des Kulturdenkmales

## Bauliche Anlagen
| Objekt-ID     | Lage                                            | Offizielle Bezeichnung | Beschreibung | Bild            |
| ------------- | ----------------------------------------------- | ---------------------- | --- | --------------- |
| 1595 Wikidata | Hafenstraße 8 (54° 16′ 47″ N, 9° 38′ 27″ O)     | Wohnhaus               | ehem. Altenteiler; wohl 3. Viertel 19. Jh.; Backsteinbau mit reetgedecktem Halbwalmdach, straßenseitiger Wirtschaftsgiebel mit Grootdör - Begründung: geschichtlich, städtebaulich - Schutzumfang: gesamtes Objekt - Denkmaltyp: Bauliche Anlage | BW              |
| 3915 Wikidata | Schmiedestraße 18 (54° 16′ 47″ N, 9° 38′ 43″ O) | Rauchkate              | Die Rauchkate wurde um 1760 erbaut. Im 19. Jahrhundert wurde das Haus erweitert, heute ist es ein Wohnhaus. Es ist ein eingeschossiges Haus mit einem reetgedeckten Walmdach. Alteintragung (Aktualisierung vorgesehen) - Begründung: Alteintragung (Aktualisierung vorgesehen) - Schutzumfang: Alteintragung (Aktualisierung vorgesehen) - Denkmaltyp: Bauliche Anlage | Fotos hochladen |

## Gründenkmale
| Objekt-ID     | Lage                                          | Offizielle Bezeichnung | Beschreibung | Bild                             |
| ------------- | --------------------------------------------- | ---------------------- | --- | -------------------------------- |
| 3914 Wikidata | Am Judenfriedhof (54° 17′ 6″ N, 9° 39′ 30″ O) | Jüdischer Friedhof     | Jüdischer Friedhof, Zufahrtsallee zum Friedhof, 140 Grabsteine, der Friedhof wurde 1695 gegründet und 1877 erweitert. Das Leichenhaus brannte 1854 ab, der Nachfolgebau wurde 1939 zerstört. Die Zufahrtsallee wurde nach 1850 angelegt. Sie beginnt an der Itzehoer Chaussee und geht bis zum Jüdischen Friedhof, hier geht sie in den Hauptweg des Friedhofes über. Die ältesten Grabsteine stammen aus dem 18. Jahrhundert. Alteintragung (Aktualisierung vorgesehen) - Begründung: geschichtlich, wissenschaftlich, Kulturlandschaft prägend - Schutzumfang: Jüdischer Friedhof, Zufahrtsallee zum Friedhof, 140 Grabsteine - Denkmaltyp: Gründenkmal | weitere Fotos \| Fotos hochladen |

## Quelle
- Liste der Kulturdenkmale in Schleswig-Holstein – Kreis Rendsburg-Eckernförde

- Karte mit allen Koordinaten:
- OSM |
- WikiMap